# 섀넌 코크런
섀넌 코크런(영어: Shannon Cochran, 1958년 8월 7일 ~ )은 미국의 배우이다.
그린즈버러에서 태어났다.

## 출연 작품

### 영화
- 베이브 (1992, The Babe)
- 공포의 모텔 (1994)
- 링 (2002) - 애나 모건 역
  - 링 2 (2005) - 예전 촬영분
- The Substance of Things Hoped For (2006)

### 텔레비전
- 더 볼드 앤 더 뷰티풀 (2006)